# Drapeau à la fougère argentée
 (septembre 2024).
Si vous disposez d'ouvrages ou d'articles de référence ou si vous connaissez des sites web de qualité traitant du thème abordé ici, merci de compléter l'article en donnant les références utiles à sa vérifiabilité et en les liant à la section « Notes et références ».

Le drapeau à la fougère argentée.

Le drapeau à la fougère argentée est l'une des propositions de nouveau drapeau de la Nouvelle-Zélande. Il représente en son centre la fougère argentée, symbole national de la Nouvelle-Zélande, généralement de couleur blanche sur fond noir.
Une version dérivée de ce drapeau est employée par le comité olympique de Nouvelle-Zélande (initialement blanc sur fond noir, le drapeau du comité a été coloré en 1994) et a été arborée par les sportifs néo-zélandais lors des Jeux olympiques d'été de 1980 à Moscou puisque, dans le cadre du boycott massif de ces JO, la Nouvelle-Zélande avait choisi de ne pas concourir sous son propre drapeau.

Il est également employé par un certain nombre d'équipes sportives nationales dont celle de cricket, celle de netball et celle de rugby à XV, cette dernière étant connue comme les All Blacks.

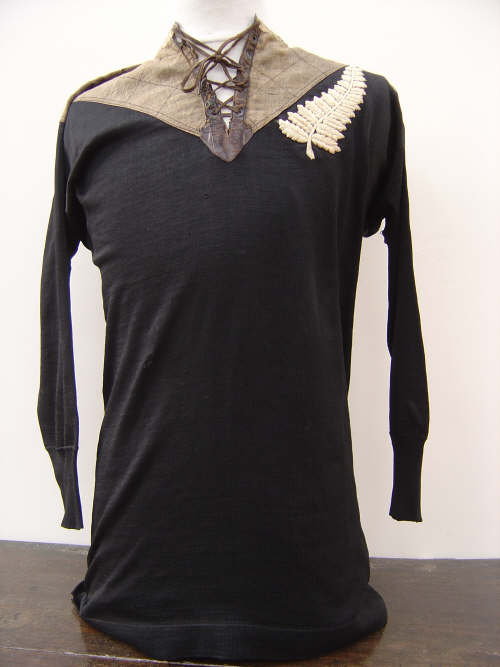
Maillot des All Blacks de 1905.
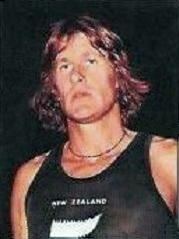
L'athlète John Walker, porteur de la fougère argentée aux JO de Montréal en 1976.